# (500252) 2012 KU10
(500252) 2012 KU10 es un asteroide perteneciente al cinturón de asteroides, descubierto el 21 de abril de 2012 por el equipo del Mount Lemmon Survey desde el Observatorio del Monte Lemmon, Arizona, Estados Unidos.

## Designación y nombre
Designado provisionalmente como 2012 KU10.

## Características orbitales
2012 KU10 está situado a una distancia media del Sol de 2,557 ua, pudiendo alejarse hasta 2,833 ua y acercarse hasta 2,281 ua. Su excentricidad es 0,107 y la inclinación orbital 7,028 grados. Emplea 1493,71 días en completar una órbita alrededor del Sol.

## Características físicas
La magnitud absoluta de 2012 KU10 es 17,3.